# Madonna col Bambino (Domenico Morone)
La Madonna con il Bambino è un dipinto del pittore veronese Domenico Morone, realizzato con la tecnica della pittura a olio su tela, conservato nel museo di Castelvecchio a Verona.
L'aspetto dei personaggi e la loro armonia ha fatto a lungo attribuire la paternità dell'opera a Girolamo dai Libri, probabile allievo di Domenico Morone o comunque possibile frequentatore della sua bottega, stando la lunga amicizia con il figli di questi, Francesco. Dagli anni 1920 ha iniziato ad essere avanzata l'ipotesi che l'autore fosse un devoto Domenico Morone negli anni della sua maturità artistica. È stato osservato che «raramente Domenico Morone, che sembra divenire nel tempo un sempre più opaco pittore, ha espresso un tale capolavoro di finezza psicologica».
L'asimmetria della posizione in cui è dipinto il monogramma di Cristo fa supporre che l'opera giunta fino a noi sia in realtà una porzione di una tela più grande.